# Lexus HS
La Lexus HS (in giapponese: レクサス・HS, Rekusasu HS) è un'autovettura ibrida 
prodotta dal 2009 al 2018 prodotta dalla casa automobilistica giapponese Lexus.

## Descrizione
Costruita sulla piattaforma Toyota New MC, è stata presentata al North American International Auto Show nel gennaio 2009 ed è stata messa in vendita nel luglio 2009 in Giappone, seguita dagli Stati Uniti nell'agosto 2009. L'HS 250h ha rappresentato il primo veicolo solo ibrido nella gamma Lexus, nonché il primo offerto con un motore a benzina a quattro cilindri in linea. Gli interni del veicolo vengono utilizzati mediante materiali bioplastici. La vettura si posizionava tra la Lexus IS e la Lexus ES di medie dimensioni.
Come per la Lexus CT, la Lexus ES e la Lexus RX FWD (che condivide la stessa linea di produzione), a differenza di altri veicoli della gamma Lexus, la HS è dotata di sola trazione anteriore ed è stata offerta come La controparte a trazione anteriore della IS. Tra la fine di maggio e l'inizio di giugno 2012, Lexus ha rimosso la HS 250h dalla sua gamma negli Stati Uniti. Secondo Lexus, la sigla HS sta per Harmonious Sedan.